# 루디 게스테드
루디 필립 미챌 게스테드(Rudy Philippe Michel Gestede, 1988년 10월 10일 ~ )는 베냉의 전 축구 선수이다.